# Pyranine
Pyranine is een fluorescerende kleurstof. Het is een derivaat van pyreen, namelijk het trinatriumzout van 8-hydroxy-1,3,6-pyreentrisulfonzuur.
Pyranine is oplosbaar in water, en de fluorescentie is afhankelijk van de pH: blauw (golflengte 430 nm) bij lage pH; groen (515 nm) bij hoge pH. Pyranine wordt daarom veel gebruikt als pH-monitor of pH-indicator in biochemische en biofysische experimenten. Pyranine kan in micro-organismen en cellen ingebracht worden om, bijvoorbeeld door middel van fluorescentiemicroscopie, veranderingen in de pH, het watergehalte en de water/alcoholverhouding binnenin de cellen te volgen.
De kleurverandering wordt veroorzaakt door het afstaan van het fenolische proton bij hoge pH-waarde. De sulfonzuurgroepen zijn (zeker onder fysiologische omstandigheden) altijd geïoniseerd.
Pyranine wordt ook gebruikt in fluo-markeerstiften.